# 張其廉
張其廉（16世紀—17世紀），字無隅，號珉持，南直隸蘇州府嘉定縣人，明朝政治人物。

## 生平
張其廉最初以廕監入國子監讀書，萬曆十九年（1591年）中應天府鄉試第九十名舉人，二十三年（1595年）成乙未科二甲二十五名進士，刑部觀政，二十六年四月獲授京衛武學教授，二十七年三月遷為國子監助教，二十八年三月再擢任兵部車駕司主事，負責南北驛傳和環衛馬政，任內有聲譽。
二十八年（1600年）張其廉在湖廣典試和查稅，有太監請列入名序錄，他堅持拒絕；轉任儀制司主事；荊定王朱由樊王妃冒名求封，他據理力爭失敗，於是稱病，改任南京文選司郎中，在任內去世。他個性謹慎，不會以非為是，不苟同他人；同時他也有文望，詩作卓然可傳。

## 家族
曾祖张玘，贈通奉大夫左布政使。祖父張子愛，國子生，累贈通奉大夫左布政使。父張任，嘉靖二十六年丁未進士，巡抚广西都御史、贈兵部左侍郎。母楊氏，累封恭人，贈夫人。永感下。娶徐氏。子襲常、襲吉。